# Edmond Faulat
Pour les articles homonymes, voir Faulat.
Pierre Edmond Edouard Faulat, né à Bayonne le 20 novembre 1802 et mort à Bayonne le 24 janvier 1868, est un architecte et homme politique français.

## Biographie
Edmond Faulat est le fils de François Faulat dit le jeune, charpentier et architecte. Après la mort de son père, il le remplace comme architecte-voyer de la commune de Saint-Esprit près de Bayonne le 19 septembre 1833. 
Il se marie avec Marie Catherine Hiriart le 10 août 1839. 
Initié à la loge franc-maçonne la Zélée, à laquelle appartenait son oncle Pierre Faulat, capitaine de navire, on le retrouve au grade d'architecte dans le tableau de 1840. 
Le 7 février 1841, il reçoit une médaille d'honneur pour services rendus à l'occasion d'incendies.  
Après la proclamation de la Seconde République, Edmond Faulat s'engage aux côtés d'Augustin Chaho et fait partie des membres du comité électoral républicain de Bayonne, parmi lesquels se trouve une majorité de francs-maçons et socialistes. En mai 1848, il est nommé capitaine de la garde nationale. En septembre 1855, il est nommé commissaire de salubrité publique dans la cinquième section de Bayonne. 
Après le rattachement de Saint-Esprit à Bayonne en 1857, il conserve ses fonctions d'architecte jusqu'au 1er janvier 1867, date à laquelle il est chargé du service de la voirie, jusqu'à sa mort l'année suivante. 
Edmond Faulat est le père d'Armand Faulat, également architecte.

## Réalisations architecturales

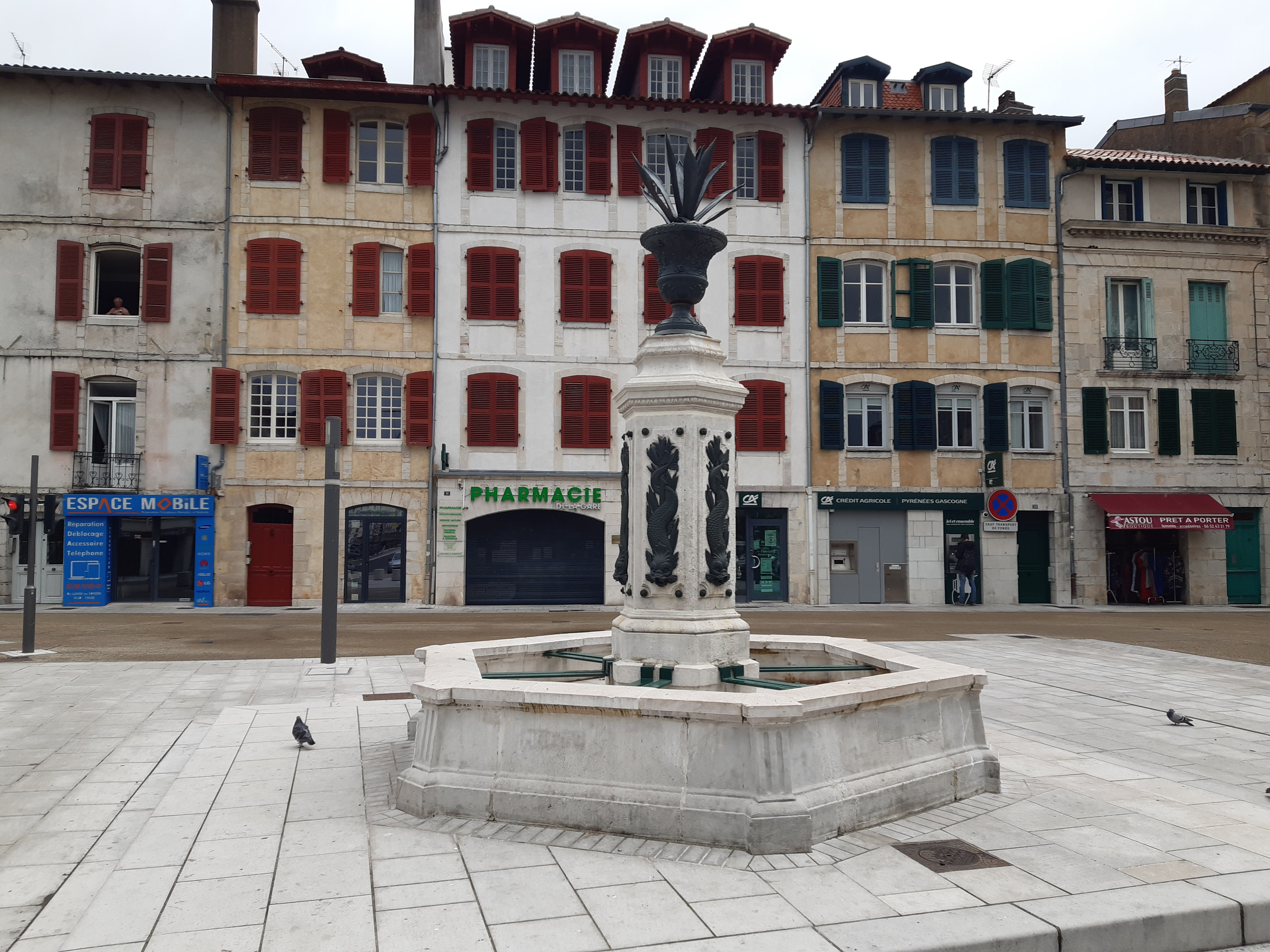
Fontaine de Saint-Esprit.

- En 1836 et 1837, Edmond Faulat est le constructeur de la synagogue de Bayonne, qu'il édifie sur les plans de l'architecte Laurent Capdeville[7], à propos desquels il est dit : « tous deux ont merveilleusement compris la pensée et la destination religieuse de l'édifice »[8]. L'inauguration a lieu le 26 septembre 1837.
- En 1838, la municipalité de Saint-Esprit lui demande de dresser les plans de la ville, qu'il remet le 6 novembre[9].
- En 1854, il présente le projet d'un pont sur la Nive, dédié à Napoléon III et situé dans le prolongement de l'actuelle rue Thiers[10].
- En 1860, il construit la nouvelle fontaine de Saint-Esprit, inaugurée le 15 août[11].